# لطفي المسعودي
لطفي المسعودي (05 يناير 1977 -) هو مذيع ومراسل تونسي بقناة الجزيرة قدّم أخبار الرياضة لعدة سنوات ويعمل الآن مراسلا للقناة في فرنسا.بدأ حياته المهنية مذيعا للأخبار في الإذاعة الوطنية التونسية في عام 2003 وسرعان ما انتقل بعد سبعة أشهر فقط للعمل بدولة الإمارات العربية المتحدة مذيعا للأخبار بإذاعة العربية. وبعد عامين من العمل ضمن طاقم العربية انتقل إلى العمل مذيعا لبرنامجين أُسبوعيين على شاشة قناة سي آن بي سي عربية الاقتصادية، هما برنامج«سوق السيارات» وبرنامج «مجلة الطيران». وفي ديسمبر عام ألفين وستة ترك سي آن بي سي عربية ليعمل مذيعا للأخبار على شاشة قناة «الآن» وسرعان ما تركها بعد أن أبرم عقدًا للعمل مع قناة الجزيرة القطرية التي باشر عمله بها في شهر مارس من عام 2007، ولا يزال يعمل بها حتى الآن.

## النشأة
ولد لطفي المسعودي بمعتمدية العلا بولاية القيروان في تونس. زاول تعليمه الابتدائي بمدرسة «العلاء الأم» ثمَّ تعليمه الثانوي بمالمعهد الثانوي «02 مارس 1934» بالعلاء. ونال شهادة الباكالوريا (الثانوية العامة) عام 1996 وانتقل لمزاولة تعليمه العالي بتونس العاصمة. درس في معهد الصحافة وعلوم الأخبار في مونفلوري وتخرج منه في دفعة نهاية الألفية عام 2000، بعد أن نال شهادة الأستاذية في الصحافة وعلوم الإخبار وناقش رسالة ختم دروس خصصها لتحليل مضمون البرنامج الإخباري اليومي على قناة أبوظبي الفضائية«مدار الأخبار». وانضم لطلبة الماجستير بعد انتقال المعهد إلى المركب الجامعي بمنوبة ولكنه لم يكمل الدرجة العلمية لتحول للعمل في الإمارات...

## الاحتجاز
احتجزته كتائب القذافي من يوم الثالث من مارس عام 2011م وتم الإفراج عنه يوم الرابع من أفريل من العام نفسه، بعد جهود من الحكومة التونسية ممثلة في سفيرها لدى طرابلس والنقابة الوطنية للصحفيين التونسيين عبر عضو مكتبها التنفيذي الصحفي زياد الهاني الذي قاد مفاوضات مع السلط الليبية انطلاقا من تونس قبل أن يتحول إلى طرابلس ليعود بالمسعودي إلى تونس بعد أسبوع من المفاوضات المضنية. ويروي زميله المختطف معه الصحفي الموريتاني أحمد فال ولد الدين تفاصيل اعتقالهما صحبة زميلهما المصور عمار الحمدان الفلسطيني الأصل نرويجي الجنسية في كتابه «في ضيافة كتائب القذافي».

## وصلات خارجية
- لطفي المسعودي - صحفي يروي لقناة الآن تفاصيل اعتقاله قناة الآن في يوتيوب، 4 أبريل 2011